# Сан Лоренцо ин Кампо
Сан Лорѐнцо ин Ка̀мпо (на италиански: San Lorenzo in Campo) е малко градче и община в Централна Италия, провинция Пезаро и Урбино, регион Марке. Разположено е на 209 m надморска височина. Населението на общината е 3428 души (към 2013 г.).